# فوسدینوو
فوسدینوو (به ایتالیایی: Fosdinovo) یک کومونه در ایتالیا است که در استان ماسا-کارارا واقع شده‌است.

## خصوصیات
فوسدینوو ۴۸٫۷ کیلومترمربع مساحت و ۴٬۸۵۴ نفر جمعیت دارد و ۵۵۰ متر بالاتر از سطح دریا واقع شده‌است.